# Vides de sants rosselloneses
Les Vides de sants rosselloneses és un text en català del segle xiii. És una adaptació al català de la Llegenda àuria. La seva importància rau en l'antiguitat del text, que permet conèixer bé el català parlat a l'extrem nord del domini lingüístic en una època tan reculada. El manuscrit català més antic del llibre es conserva a la Biblioteca Nacional de París i es va copiar entre els anys 1280 i 1310, probablement al Monestir de Cuixà.
L'obra, amb una variant diatòpica medieval del Rosselló, reflecteix força trets lingüístics que després desapareixerien o quedarien molt reduïts. A tall d'exemple, els verbs de la II conjugació adopten la vocal temàtica e quan reben el sufix -ment (rebement), mentre que avui dia generalment adopten la vocal temàtica i (rebiment). Un altre exemple és el plural de mots acabats en -s. Avui dia es fa amb o (mes > mesos), però en català antic es feia amb e (mes > meses). El mateix títol de l'obra recull aquest tret (rosselloneses per rossellonesos). Sembla que el canvi de e en o es va produir d'hora; d'aquí la importància d'aquest testimoni documental.
El document ha estat estudiat per Joan Coromines, Edward J. Neugaard i Charlotte S. Maneikis Kniazzeh, i publicat per la Fundació Salvador Vives Casajuana. L'edició i estudi de les Vides de sants rosselloneses, del segle xiii, demostra en l'obra esmentada que un seguit d'elements fonètics, gramaticals i sobretot lèxics (diftong au, evolució de L llatina a u semivocàlica, sem 'som', cilla 'cella', peirer 'paleta' (a partir de la forma catalana antiga peira 'pedra'), patna 'paella', gravilla 'graella', codena 'cotna', cogot 'nuca, clatell', demest 'entre', teta 'mamella', feda 'ovella', etc.) constituïen trets específics del català rossellonès, vivents encara avui, molts d'aquests de factura o continuïtat occitana.